# Estació de Colombia
Colombia és una estació de la Metro de Madrid, que serveix a les línies 8 i 9. L'estació s'inaugurà el 1983.
| Metro de Madrid        |                    |       |               |                                   |
| Procedència/Destinació | <                  | Línia | >             | Procedència/Destinació            |
| Nuevos Ministerios     | Nuevos Ministerios |       | Pinar del Rey | Aeropuerto T4                     |
| Mirasierra             | Pío XII            |       | Concha Espina | Puerta de Arganda Arganda del Rey |